# Тридесет и деветте стъпала
„Тридесет и деветте стъпала“ (на английски: The 39 Steps) е британски трилър, излязъл по екраните през 1935 г., режисиран от Алфред Хичкок, с участието на Робърт Донат и Медлин Керъл в главните роли. Сценарият е адаптация на новета на Джон Бъчам.

## Сюжет
Внимание:  Текстът по-долу разкрива сюжета на произведението (или части от него)!
Ричард Хени е канадец на посещение в Лондон. В една концертна зала, на края на шоуто „Г-н Памет“, той се запознава с Анабела Смит, която е преследвана от тайни агенти. Той се съгласява да я скрие в апартамента си, но през нощта тя е убита. Страхувайки се, че ще бъде обвинен в убийството на момичето, Хени на свой ред се превръща в беглец и се заема да разкрие тази мистерия и да изчисти името си.

## В ролите
| Актьор        | Роля             |
| ------------- | ---------------- |
| Робърт Донат  | Ричард Хени      |
| Медлин Керъл  | Памела           |
| Люси Манхайм  | Анабела Смит     |
| Годфри Тирл   | професор Джордан |
| Пеги Ашкрофт  | Маргарет         |
| Джон Лори     | Джон             |
| Уайли Уотсън  | мистър Памет     |
| Хелън Хей     | мисис Джордан    |
| Пегги Симпсън | прислужница      |